# Jentry Chau contro il regno dei demoni
Jentry Chau contro il regno dei demoni (Jentry Chau vs. The Underworld) è una serie animata statunitense che combina elementi di azione, commedia e soprannaturale. Creata da Echo Wu e prodotta da Netflix Animation e Titmouse, Inc., la serie è stata pubblicata il 5 dicembre 2024 su Netflix. La trama segue le avventure di Jentry Chau, un'adolescente che scopre di possedere poteri soprannaturali e di essere inseguita da forze oscure.

## Personaggi
- Jentry Chau, doppiata in lingua originale da Ali Wong e in italiano da Beatrice Maruffa, adolescente asioamericana, viene trasferita da un collegio in Seul, Corea del Sud, alla sua città natale in Texas per sfuggire al pericolo rappresentato dal signor Cheng.
- Flora Chau, doppiata in lingua originale da Lori Tan Chinn[4] e in italiano da Antonella Giannini, nota anche come "Gugu". Prozia di Jentry, viene assassinata dal signor Cheng nel primo episodio. Successivamente ritorna come un fantasma.
- Ed, doppiato in lingua originale da Bowen Yang e in italiano da Marco Briglione, aiutante jiangshi di Jentry.
- Michael Olé, doppiato in italiano da Mattia Fabiano,[5] amico d'infanzia e interesse romantico di Jentry.
- Kit, doppiato in italiano da Stefano Broccoletti,[6] demone che si innamora di Jentry.
- Stella Gonzales, doppiata in italiano da Luna Lansante, fidanzata di Michael.
- Signor Cheng, doppiato in italiano da Francesco De Francesco,[7] posseduto da un mogui, prende di mira Jentry per usare i suoi poteri al fine di rivivere la figlia defunta Xiao Lan.
- Solar Tang,[8] cacciatrice di taglie.
- Moonie Chau, doppiata in italiano da Mattea Serpelloni, è la madre di Jentry.
- Peng Chau, doppiato in italiano da Massimo De Ambrosis, è il padre di Jentry.

## Produzione
Wu ha dichiarato al South China Morning Post che la serie è una 'lettera d'amore' alla sua infanzia, traendo ispirazione dai quartieri e i monumenti di Dallas, in Texas, dove Wu è cresciuta, e della mobilia nella propria casa dei genitori. Ha anche rivelato di aver iniziato a lavorare nello show nel 2020 ma «che alcune idee risalgono... a Los Angeles nel 2017».
Influenzata da opere come Avatar - La leggenda di Aang, Insuperabili X-Men e dal folclore cinese, la serie esplora temi come l'identità, l'amicizia e l'accettazione di sé. Lo stile visivo, contribuisce a creare un'atmosfera unica e coinvolgente.
La serie è stata prodotta da Netflix Animation e Titmouse, Inc., con Echo Wu come showrunner insieme a Wong e Aron Eli Coleite come produttori esecutivi. Altri produttori esecutivi includono Chris Prynoski, Shannon Prynoski, Antonio Canobbio e Ben Kalina di Titmouse.

## Accoglienza
Su Rotten Tomatoes riporta un indice di gradimento del 100% con una valutazione media di 8/10, basata su 6 recensioni di critici.
Petrana Radulovic di Polygon ha celebrato i "colori vivaci e audaci, il design dei personaggi accattivante, le sequenze d'azione dinamiche e le dinamiche tra i personaggi". Ha inoltre apprezzato l'approccio nel sottolinare gli aspetti "meravigliosamente strani" della serie, sia paranormali che realistici (come le tipiche dinamiche adolescianziali), e afferma che a differenza di American Dragon: Jake Long e The Life and Times of Juniper Lee, che secondo lei "si concetrano principalmente sulla mitologia occidentale", questa serie enfatizza invece la mitologia cinese.
Amaya Rose di Collider ha raccomandato la serie ai fan di Gravity Falls e The Owl House - Aspirante strega, definendola un "horror per adolescenti con un tocco anime", e lodando l'energica colonna sonora e paragonando Jentry a Star Butterfly di Marco e Star contro le forze del male.